# Richard Gere
Richard Gere   (Filadèlfia, 31 d'agost de 1949), nascut Richard Tiffany Gere, és un actor estatunidenc.
Es va distingir especialment en el gènere de la comèdia romàntica, sobretot amb Pretty Woman (1990).

## Biografia
Tot i que va néixer en una gran ciutat americana, Filadèlfia, Richard Gere ve del món rural: els seus pares, Home i Doris, són ramaders lleters, igual que el seu avi i els seus oncles.
Segon d'una família de cinc fills (dues germanes, dos germans), i amb un mig germà, l'alemany Henry Januszewski, el jove Richard es va graduar a la North Syracuse Central High School el 1967. Després va estudiar filosofia i teatre a la Universitat de Massachusetts a Amherst, però va abandonar al cap de dos anys per seguir la carrera d'actor. Interpreta petits papers secundaris a la costa est (Provincetown Playhouse a Cap Cod) així com a la costa oest (Repertory Theatre a Seattle).
Gere es va traslladar a Vermont i va intentar una carrera musical com a trompetista, un instrument en el qual va destacar. Però el món de la música el decep i Richard Gere marxa a Nova York per reprendre una carrera a l'escenari. Després va creuar l'Atlàntic fins a Londres, on va aconseguir el paper de Danny Zuko al musical Grease el 1973, paper que reprendria a Broadway. El seu treball li va valer una temporada a la Companyia Young Vic, per a la qual va interpretar diverses peces. De tornada a Nova York, va actuar a El somni d'una nit d'estiu al Lincoln Center de Nova York, així com a La feréstega domada. La seva actuació és el seu pas cap a la pantalla gran. En el paper menor d'un proxeneta, Richard Gere va debutar el 1975 al melodrama criminal Informe per al comissari. Va continuar el 1976 amb Baby Blue Marine, un drama de la Segona Guerra Mundial on interpreta un militar amb tendències psicòtiques. Aquesta actuació li va valer l'atenció de directors de renom que el van donar a conèixer al gran públic gràcies a Buscant el Sr. Goodbar, Days of Heaven i Ianquis.
El desembre de 1979, Gere va tornar als escenaris de Broadway i va interpretar el paper principal, el de Max, a l'obra Bent de Martin Sherman, sobre la vida d'un home gai a l'Alemanya nazi. D'aquesta època data el seu suport a causes gais i lesbianes. El seu paper ambigu com a gigoló professional a la pel·lícula American Gigolo impulsa Richard Gere a les cimes del cinema; confirma la seva condició de primer playboy jove a l'exitós Oficial i cavaller. Malgrat les interminables baralles fora de càmera entre Gere i la seva parella Debra Winger, la pel·lícula va tenir un gran èxit (segona per ingressos el 1982 darrere d'ET, l'extraterrestre).
Aleshores comença l'era de les decepcions amb diverses pel·lícules amb un destí comercial mixt: Sense alè, Cotton Club on toca la corneta, El rei David, Atrapats sense sortida, Poder i Més enllà de l'ambició.
Gere va haver d'esperar fins al 1990 per donar nova vida a la seva carrera amb Assumptes bruts i l'enorme èxit de Pretty Woman al costat de Julia Roberts. Molt sol·licitat, Gere interpreta al seu torn en dos remakes: Sommersby i Entre dues dones. Pendent de no disgustar al seu nou públic, Richard Gere va alternar durant la dècada dels noranta entre thrillers (Anàlisi final, Les dues cares de la veritat, The Jackal and El laberint roig) amb comèdies romàntiques (Just Married (o quasi) i Tardor a Nova York). El 1995, va ser president del jurat del 19è Festival Internacional de Cinema de Moscou. Va ser només a principis del segle XXI que assumeix nous papers: marit enganyat a Unfaithful, periodista enfrontat amb el sobrenatural a Mothman: l'última profecia, torna al seu debut al musical Chicago, al costat de Catherine Zeta-Jones i Renée Zellweger, i guanya un Globus d'Or. També va protagonitzar el remake nord-americà d'una pel·lícula japonesa: Ballarem? de Peter Chelsom el 2004, així com Sempre al teu costat, Hachiko el 2010, un remake de la pel·lícula japonesa Hachiko Monogatari estrenada a finals dels anys vuitanta.
El 2011, va rebre el Premi d'Honor Marc Aureli al 6è Festival Internacional de Cinema de Roma. I és la Debra Winger qui li regala, perquè és membre del jurat.

## La causa tibetana

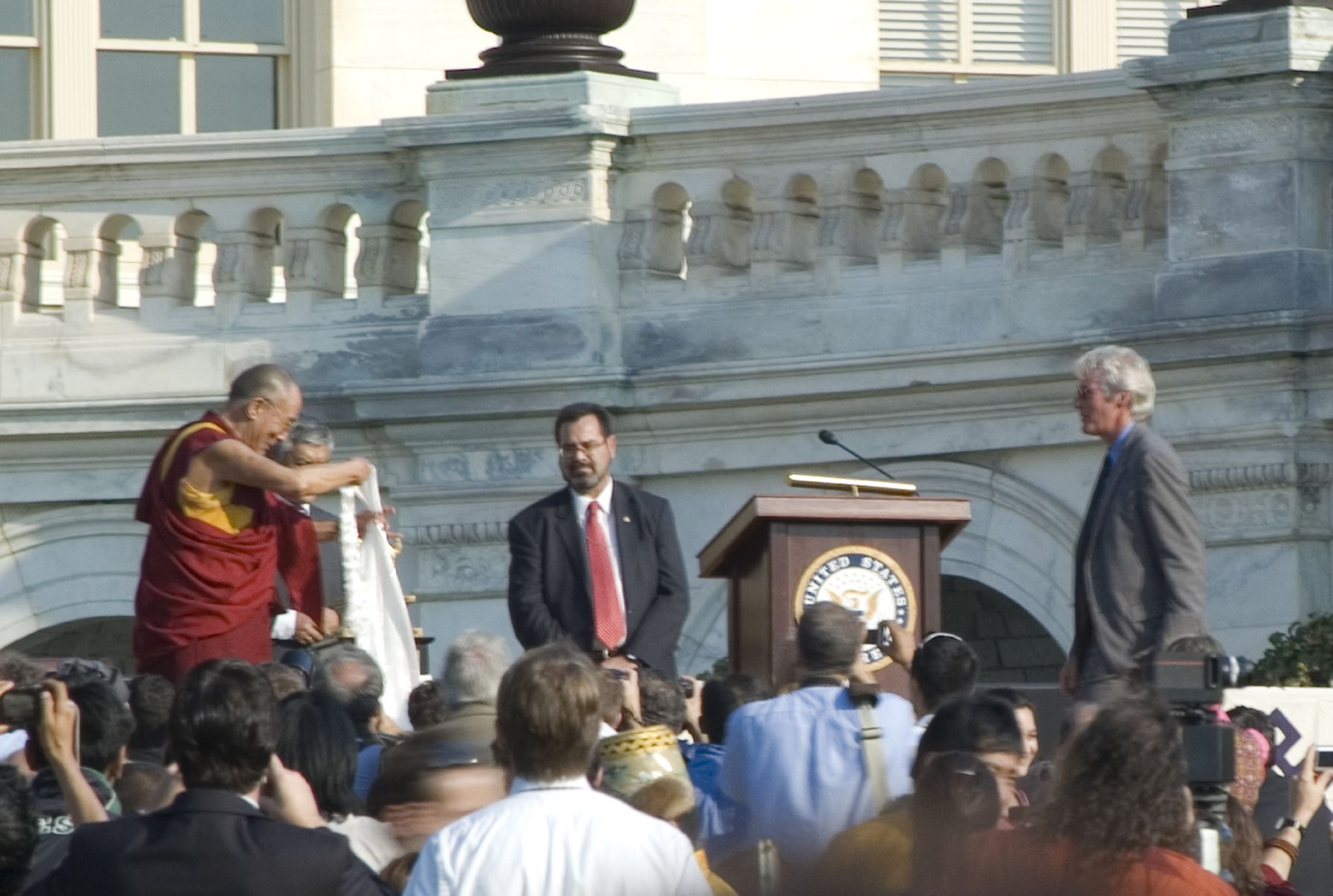
Richard Gere rep un khata del 14 Dalai Lama el 2007.

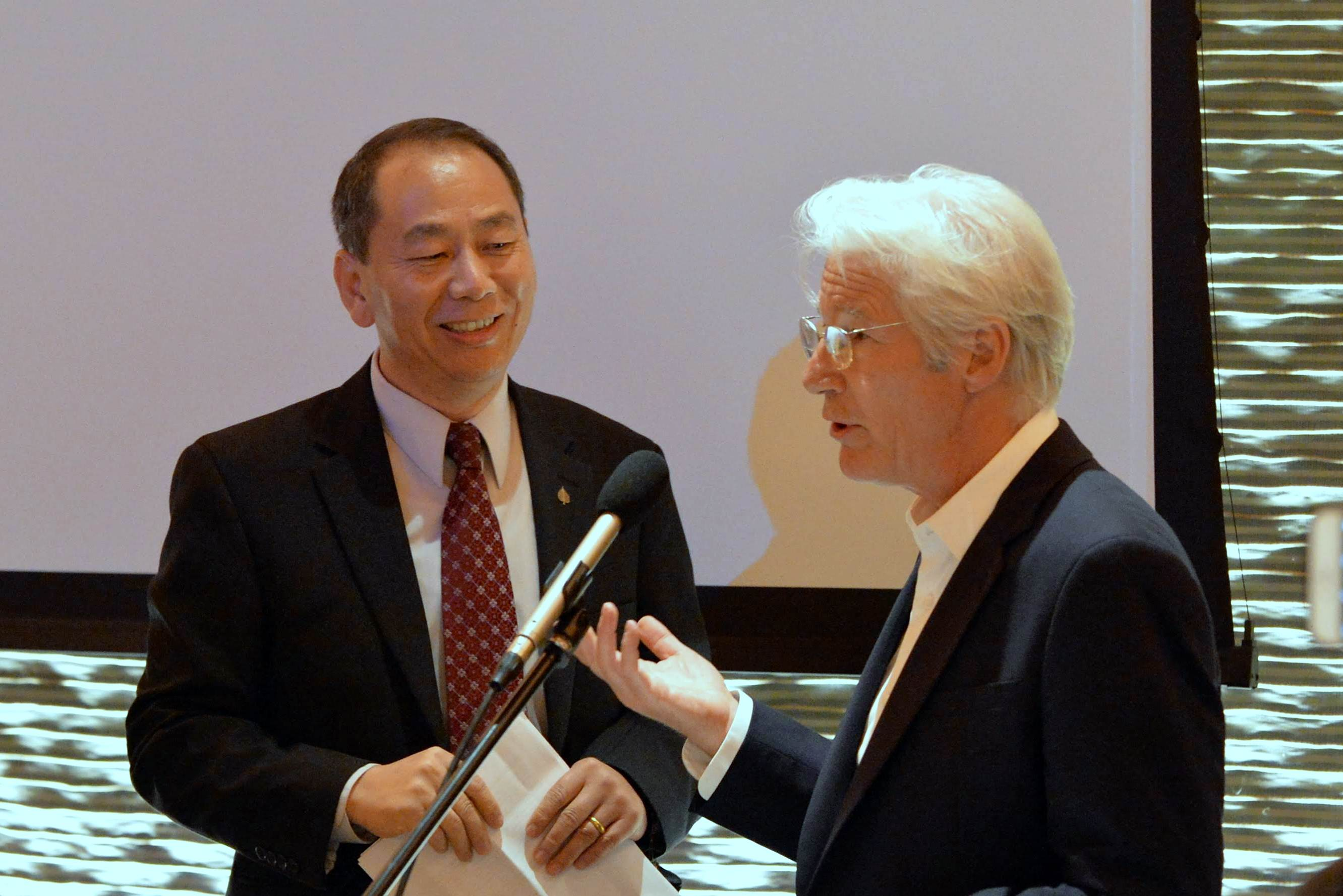
Lobsang Nyandak i Richard Gere a la gala anual del Tibet Fund19 octubre 201619 d'octubre de 2016 al restaurant Le Bernardin.

A finals de la dècada de 1970, Gere va viatjar a Àsia i es va adonar del control brutal de la Xina sobre el Tibet. El 1982, va abandonar les seves arrels metodistes i es va convertir al budisme tibetà. Amic del 14 Dalai-lama, Tenzin Gyatso, des de 1983, Gere considera aquest últim un líder espiritual i un mentor, com un mestre, pare i germà. L'actor utilitza la seva creixent notorietat per promocionar la seva ajuda al poble tibetà oprimit pel govern xinès.
El 1987, l'actor va cofundar Tibet House a Nova York, una organització dedicada a salvaguardar i restaurar el patrimoni cultural i espiritual tibetà. També va crear The Gere Foundation, una associació d'ajuda al Tibet. Aquest suport a la causa tibetana li suposarà alguns problemes, ja que el 1993 li van prohibir ser el presentador dels Oscars després d'haver condemnat el govern xinès pel tracte als tibetans. Però va rebre el premi Light of Truth el 1996 per la seva acció.
A més, Gere porta diversos anys preparant un projecte sobre la vida de Buda que seria dirigida per Shekhar Kapur, amb Goldie Hawn.
El 4 de setembre de 2007, Richard Gere va demanar el boicot als Jocs Olímpics de Pequín de 2008.
A més de la causa tibetana, Gere ha estat un defensor de la lluita pel respecte als drets humans dels pobles indígenes d'Amèrica Central durant diverses estades a Hondures, Nicaragua i El Salvador i membre de Survival International.
El juny de 2008, estrena un anunci del cotxe Lancia Delta en el qual viatja de Hollywood al Tibet amb l'eslògan: "El poder de ser diferent". Va donar els beneficis de la seva fundació per al Tibet (The Gere Foundation).
Des del 2010, fa campanya perquè la ciutat santa budista de Bodh Gaya, Índia, sigui una zona vegetariana per llei. El mateix any, presta la seva veu al documental "The Crossing of Zanskar" del director Frederick Marx.
Després de la mort de Tenzin Delek Rinpoche a la presó a la Xina, Richard Gere va retre homenatge a la seva memòria el 14 de juliol de 2015 al Comitè de Drets Humans del Congrés a Washington.

## Vida privada
Richard Gere ha tingut molts idil·lis amb personalitats com l'artista Sylvia Martin, la dissenyadora Diane von Fürstenberg i l'actriu Barbara Carrera.
El 1988 va conèixer la model Cindy Crawford. El seu idil·li es va fer públic als Premis de l'Acadèmia de 1990. L'any següent, el 12 de desembre de 1991, la parella es casa a la Little Church of the West de Las Vegas.
Després que un tabloide francès (Voici) afirmés que el seu matrimoni va ser un leurre, Richard Gere i Cindy Crawford van pagar 30.000 dòlars per un anunci en un diari britànic on reivindica la seva heterosexualitat i compromís. La parella es va divorciar finalment el desembre de 1994.
El 1999, als 50 anys, Richard Gere va ser elegit "l'home més sexy del món" per la revista People. El 6 de febrer del 2000, la seva amiga, actriu i model Carey Lowell, li dona un fill: Homer James Jigme (Jigme significa "sense por" en tibetà). Gere es casa amb Lowell el 9 de novembre de 2002. El 25 de setembre de 2013, la parella anuncia el seu divorci. El 2014 va tenir una breu relació amb Padma Lakshmi, després, a partir del 2015, va viure amb Alejandra Silva. La parella es va casar l'abril de 2018 i va anunciar el naixement del seu fill per a principis del 2019. El febrer de 2019, neix l'Alexandre. El novembre de 2019, anuncien que estan esperant el seu segon fill. Va néixer un nen l'abril de 2020.
L'any 2007, durant un acte de conscienciació sobre la sida a Nova Delhi (Índia), va fer un petó a la galta a l'actriu de Bollywood Shilpa Shetty, fet que va comportar que ell fos detingut a l'aeroport de Bombai per ser interrogat i que ella fos detinguda i acusada d'actes d'«obscenitat i indecència». El gest dels actors va escandalitzar els grups hindús radicals i va provocar manifestacions i cremades públiques d'imatges dels artistes per haver «perjudicat els valors i la cultura de l'Índia». Tot i que els càrrecs contra l'estatunidenc van ser retirats ràpidament, els atacs contra l'estrella índia per durar 15 anys en el sistema jurídic, fins que finalment es van abandonar i les denúncies es van declarar «infundades».

## Filmografia

### Cinema

#### Dècada de 1970
- 1975: Informe per al comissari (Report to the Commissioner) de Milton Katselas: Billy
- 1976: Baby Blue Marine per John D. Hancock: Raider
- 1977: Buscant el Sr. Goodbar (Looking For Mr. Goodbar) de Richard Brooks: Tony Lo Porto
- 1978: Stone, sang calenta (Bloodbrothers) de Robert Mulligan: Stony De Coco
- 1979: Days of Heaven de Terrence Malick: Bill
- 1979: Ianquis (Yanks) de John Schlesinger: Matt Dyson

#### Dècada de 1980
- 1980: American Gigolo de Paul Schrader: Julian
- 1981: Reporters de Raymond Depardon: A si mateix
- 1982: Oficial i cavaller (Oficial and Gentleman) de Taylor Hackford: Zack Mayo
- 1983: El cònsol honorari (The Honorary Consul) de John Mackenzie: Dr. Eduardo Plarr
- 1983: Sense alè (Breathless) per Jim McBride: Jesse Lujack
- 1984: Cotton Club (The Cotton Club) de Francis Ford Coppola: Dixie Dwyer
- 1985: El rei David (King David) de Bruce Beresford: David
- 1986: Atrapats sense sortida (No Mercy) de Richard Pearce: Eddie Jillette
- 1986: Poder (Power) de Sidney Lumet: Pete Sant Joan
- 1988: Més enllà de l'ambició (Miles from Home) de Gary Sinise: Frank Roberts

#### Dècada de 1990
- 1990: Assumptes bruts (Internal Affairs) de Mike Figgis: Dennis Peck
- 1990: Pretty Woman de Garry Marshall: Edward Lewis
- 1991: Hachigatsu no kyōshikyoku d'Akira Kurosawa: Clark (acreditat " Richado Gia ")
- 1992: Anàlisi final (Final Analysis) de Phil Joanou: Dr Isaac Barr
- 1993: Ombres de dubte (And the Band Played On) de Roger Spottiswoode: El coreògraf
- 1993: Sommersby de Jon Amiel:JohnRobert" Jack » Sommersby
- 1993: Mr. Jones de Mike Figgis: Senyor Jones
- 1994: Entre dues dones (Intersection) de Mark Rydell: Vincent Eastman
- 1995: El primer cavaller (First Knight) de Jerry Zucker: Lancelot
- 1996: Les dues cares de la veritat (Extreme Terror) de Gregory Hoblit: Martin Vail
- 1997: El laberint roig (Red Corner) de Jon Avnet: Jack Moore
- 1997: The Jackal de Michael Caton-Jones: Declan Mulqueen
- 1999: Runaway Bride de Garry Marshall: com Graham

#### Anys 2000
- 2000: Tardor a Nova York (Autumn in New York) de Joan Chen: Will Keane
- 2000: El doctor T i les dones (Dr. T & the Women) de Robert Altman: Doctor T
- 2002: Mothman: l'última profecia (Mothman Prophecies) de Mark Pellington: John Klein
- 2002: Unfaithful d'Adrian Lyne: Edward Sumner
- 2002: Chicago de Rob Marshall: Billy Flynn
- 2004: Ballem? (Shall We Dance?) per Peter Chelsom: John Clark
- 2005: L'empremta del silenci (Bee Season) de Scott McGehee i David Siegel: Saül
- 2006: The Hoax de Lasse Hallström: Clifford Irving
- 2007: El cas Wells (The Flock) d’Andrew Lau: Eroll Babbage
- 2007: I'm Not There de Todd Haynes: Billy el Nen / Bob Dylan
- 2007: The Hunting Party de Richard Shepard: Simon Hunt
- 2008: Nits de tempesta (Nights in Rodanthe) de George C. Wolfe: Paul Flanner
- 2009: Amelia de Mira Nair: George Putnam
- 2009: Sempre al teu costat, Hachiko (Hachi: A Dog's Tale) de Lasse Hallström: Parker Wilson

#### Anys 2010
- 2010: Els amos de Brooklyn (Brooklyn's Finest) d'Antoine Fuqua: Eddie Dugan
- 2011: The Double de Michael Brandt: Paul Shepherdson
- 2012: El frau (Arbitrage) de Nicholas Jarecki: Robert Miller
- 2013: Movie 43 de Steven Brill: Cap
- 2015: Time Out of Mind d’Oren Moverman: Jordi
- 2015: El benefactor (The Benefactor) d’Andrew Renzi: Frannie
- 2015: L'exòtic Hotel Marigold (The Best Exotic Marigold Hotel) de John Madden: paio
- 2017: Norman: L'home que ho aconseguia tot (Norman: The Moderate Rise and Tragic Fall of a New York Fixer) de Joseph Cedar: Norman Oppenheimer
- 2017: El sopar (The Dinner) d’Oren Moverman: Stan
- 2017: Three Christs de Jon Avnet: Doctor Stone

### Premis
- 1978: David di Donatello al millor actor estranger per Days of Heaven
- 1997: Premi a la llibertat d'expressió al National Board of Review Awards per El laberint roig
- 1999: votat l'home més sexy del món per la revista People
- 2003: Globus d'Or al millor actor musical o còmic per a Chicago
- 2003: Critics' Choice Movie Award al millor repartiment per a Chicago
- 2003: Premi Screen Actors Guild al millor repartiment per a Chicago
- 2007: Premis Independent Spirit: Premi Robert Altman
- 2010: Premi Honorífic Marc Aureli al Festa del Cinema di Roma

### Nominacions
- 1982: Globus d'Or al millor actor dramàtic per a Oficial i cavaller
- 1991: Globus d'Or al millor actor en un musical o comèdia per a Pretty Woman
- 1993: Primetime Emmy al millor actor en minisèrie o telefilm per a Soldiers of Hope
- 2001: Satellite Award al millor actor per El doctor T i les dones
- 2003: Premi Screen Actors Guild al millor actor protagonista per a Chicago
- 2007: Satellite Award al millor actor per Counterfeiter
- 2013: Globus d'Or al millor actor en un drama per a arbitratge